# Jan Josef Liefers

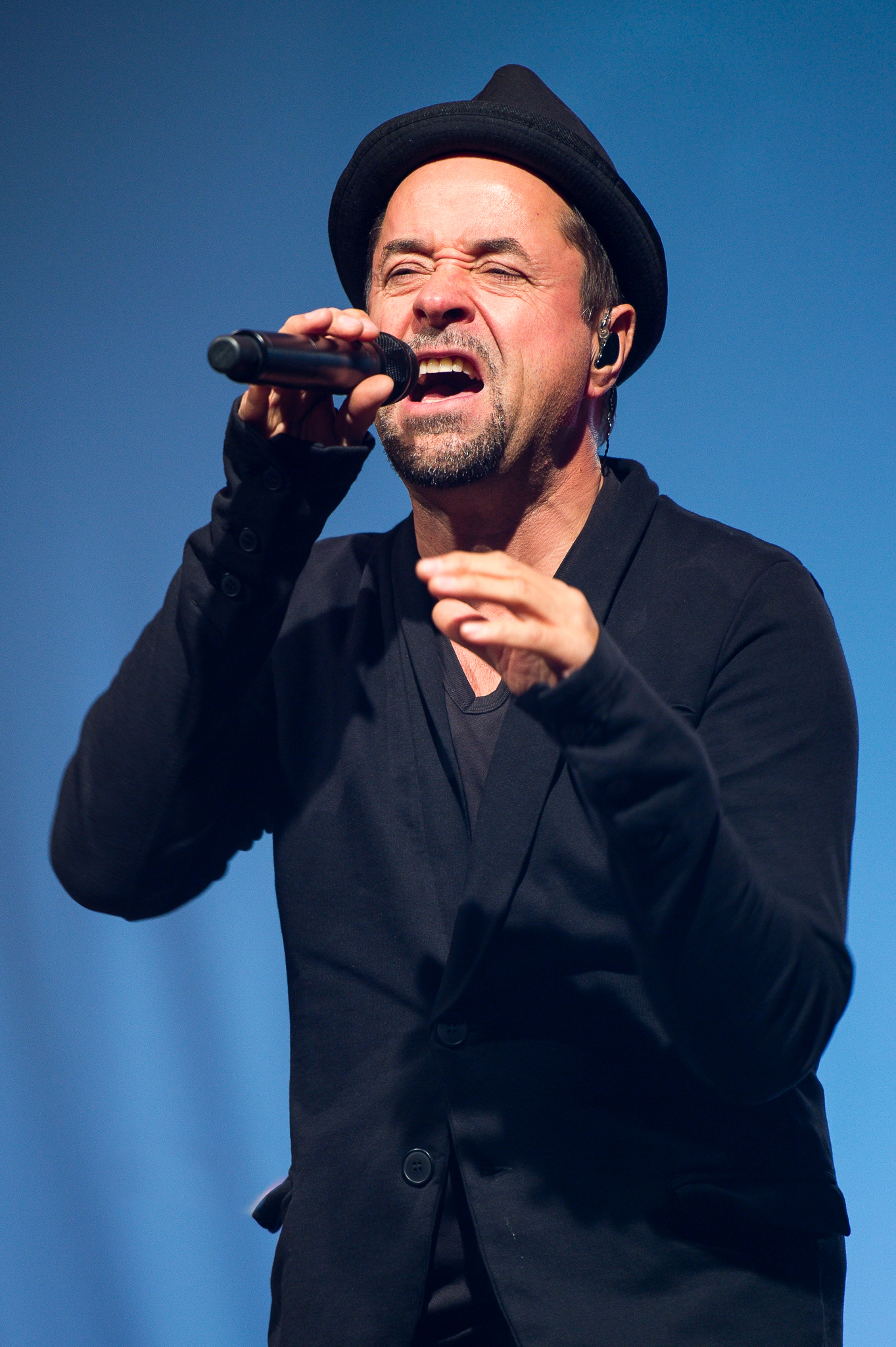
Jan Josef Liefers

Jan Josef Liefers  (n. 8 august 1964, Dresda) este un actor, regizor, producător de film și muzician german.

## Date biografice
Jan Josef provine dintr-o familie de actori, tatăl său a fost regizorul  Karlheinz Liefers, iar mama actrița  Brigitte Liefers-Wähner. Jan Josef a copilărit în orașul Dresda, a lucrat un timp a Teatrul de Stat din Dresda. În anul 1987 a absolvit facultatea de dramaturgie „Ernst Buscha din Berlin. Din prima căsătorie cu actrița rusă Alexandra Tabakova, are o fiică iar cu fostă lui prietenă  Ann-Kathrin Kramer, are un fiu. Din anul 2004 este căsătorit cu actrița Anna Loos, cu care are două fiice. 
Cariera sa a început pe scenele de teatru, el fiind angajat între anii 1987-1990, la Teatrul German din Berlin. Din anul 1997 joacă diferite roluri în seria de filme polițiste Tatort, alături de actorii  Til Schweiger, sau  Axel Prahl. Pe lângă compozițiile sale muzicale, realizate pentru filme, a făcut mai multe turnee cu trupa sa muzicală Jan Josef Liefers & Oblivion. Din punct politic el se număra printre cei care au militat pentru Reunificarea Germaniei, astfel la data de  4 noiembrie 1989, cu câteva zile înainte de căderea Zidului Berlinului, a ținut o cuvântare la o demonstrație de pe Piața Alexandru din Berlin. Liefers este de asemenea angajat în ajutorarea săracilor, prin campania numită Steuer gegen Armut, sau tot el a cerut în anul 2013 să i se acorde azil politic în Germania lui Edward Snowden.

## Filmografie
- 1989: Die Besteigung des Chimborazo
- 1991: Der Fall Ö
- 1994: Charlie & Louise – Das doppelte Lottchen
- 1995: Die Partner (serial)
- 1995: Ich, der Boss
- 1996: Busenfreunde
- 1997: Rossini – oder die mörderische Frage, wer mit wem schlief
- 1997: Die Chaos-Queen
- 1997: Kidnapping Mom and Dad
- 1997: Knockin’ on Heaven’s Door
- 1997: Vergewaltigt – Das Geheimnis einer Nacht
- 1998: Kai Rabe gegen die Vatikankiller
- 1998: Jack's Baby
- 1998: Sieben Monde
- 1999: Der letzte Zeuge – Die Bank, die Liebe, der Tod
- 2000: Halt mich fest
- 2001: Todesstrafe – Ein Deutscher hinter Gittern
- 2002: 666 – Traue keinem, mit dem du schläfst!
- 2002: Die Frauenversteher – Männer unter sich
- 2003: Ich liebe das Leben
- 2003: Das Wunder von Lengede
- 2005: Die Nachrichten
- 2005: Ein Koala-Bär allein zu Haus
- 2006: Der Untergang der Pamir
- 2006: Die Entscheidung
- 2006: Die Sturmflut
- 2006: Nachtschicht – Der Ausbruch
- 2007: Frühstück mit einer Unbekannten
- 2007: Bis zum Ellenbogen
- 2007: Lilys Geheimnis – Konrad Nees
- 2007: Max Minsky und ich
- 2008: Der Baader Meinhof Komplex
- 2009: Es liegt mir auf der Zunge
- 2010: Die Spätzünder
- 2010: Steuer gegen Armut. Eine gute Idee?
- 2011: Der Mann auf dem Baum
- 2011: Simon (Simon och ekarna)
- 2012: Das Kindermädchen
- 2012: Mann tut was Mann kann
- 2012: Der Turm (TV 2 episoade) – Regie: Christian Schwochow
- 2012: Baron Münchhausen (TV 2 episoade) – Regie: Andreas Linke
- 2013: Nacht über Berlin
- 2013: Die Spätzünder 2 - Der Himmel soll warten
- 2013: Tatort
- 2013: Die letzte Instanz

## Distincții
- 1996: Bayerischer Filmpreis, bester Nachwuchsdarsteller für Rossini – oder die mörderische Frage, wer mit wem schlief
- 2000: Fernsehfilmpreis der Deutschen Akademie der Darstellenden Künste, Darstellerpreis für Halt mich fest
- 2000: Bayerischer Fernsehpreis pentru Regie si rol in Jack’s Baby
- 2003: Bambi für Das Wunder von Lengede
- 2004: Adolf-Grimme-Preis pentru rolul principal in Das Wunder von Lengede
- 2010: Premio Bacco (Italia)
- 2010: nominat pentru Deutschen Comedypreis in categoria cel mai bun actor
- 2011: Goldene Kamera in categoria aleasa de spectatori „Das beste Krimi-Team“ ca cel mai bun team cu Axel Prahl
- 2011: Jupiter Award in cel mai bun actor TV, cu Axel Prahl
- 2011: Goldene Henne impreuna cu Axel Prahl
- 2011: Verdienstkreuz am Bande der Bundesrepublik Deutschland[14] pentru angajament social
- 2011: Einslive Krone Sonderpreis pentru Tatort din Münster & Köln
- 2012: Guldbagge (Suedia) cel mai bun actor in rol secundar in filmul Simon och ekarna
- 2012: Bambi für Der Turm
- 2013: Grimme-Preis pentru Der Turm
- 2013: Romy ca cel mai popular actor in  Turm und Nacht über Berlin